# Pasanauri
Pasanauri (en georgiano: ფასანაური) es un asentamiento urbano en el norte de Georgia, ubicada en el centro de la región de Mtsjeta-Mtianeti y siendo parte del municipio de Dusheti. 

## Geografía
Pasanauri está flanqueada por el río Aragvi y rodeada por las montañas del Cáucaso, 90 kilómetros al norte de Tiflis. En Pasanauri confluyen el río Aragvi Blanco y el Aragvi Negro para formar el río Aragvi. Pasanauri es el centro de la región histórico-geográfica de Mtiuletia.

### Clima
El clima en Pasanauri es moderadamente húmedo, con inviernos moderadamente fríos y veranos largos y cálidos.
| Parámetros climáticos promedio de Pasanauri (1981-2010) | Parámetros climáticos promedio de Pasanauri (1981-2010) | Parámetros climáticos promedio de Pasanauri (1981-2010) | Parámetros climáticos promedio de Pasanauri (1981-2010) | Parámetros climáticos promedio de Pasanauri (1981-2010) | Parámetros climáticos promedio de Pasanauri (1981-2010) | Parámetros climáticos promedio de Pasanauri (1981-2010) | Parámetros climáticos promedio de Pasanauri (1981-2010) | Parámetros climáticos promedio de Pasanauri (1981-2010) | Parámetros climáticos promedio de Pasanauri (1981-2010) | Parámetros climáticos promedio de Pasanauri (1981-2010) | Parámetros climáticos promedio de Pasanauri (1981-2010) | Parámetros climáticos promedio de Pasanauri (1981-2010) | Parámetros climáticos promedio de Pasanauri (1981-2010) |
| Mes                                                     | Ene.                                                    | Feb.                                                    | Mar.                                                    | Abr.                                                    | May.                                                    | Jun.                                                    | Jul.                                                    | Ago.                                                    | Sep.                                                    | Oct.                                                    | Nov.                                                    | Dic.                                                    | Anual                                                   |
| ------------------------------------------------------- | ------------------------------------------------------- | ------------------------------------------------------- | ------------------------------------------------------- | ------------------------------------------------------- | ------------------------------------------------------- | ------------------------------------------------------- | ------------------------------------------------------- | ------------------------------------------------------- | ------------------------------------------------------- | ------------------------------------------------------- | ------------------------------------------------------- | ------------------------------------------------------- | ------------------------------------------------------- |
| Temp. máx. abs. (°C)                                    | 11.9                                                    | 15.0                                                    | 22.6                                                    | 28.5                                                    | 30.0                                                    | 32.0                                                    | 36.0                                                    | 37.0                                                    | 36.0                                                    | 28.0                                                    | 21.3                                                    | 17.7                                                    | 37.0                                                    |
| Temp. máx. media (°C)                                   | 2.4                                                     | 4.2                                                     | 8.7                                                     | 15.1                                                    | 19.2                                                    | 23.3                                                    | 26.2                                                    | 25.9                                                    | 22.0                                                    | 16.4                                                    | 9.4                                                     | 3.9                                                     | 14.7                                                    |
| Temp. media (°C)                                        | -3.0                                                    | -1.6                                                    | 2.7                                                     | 8.6                                                     | 12.6                                                    | 16.3                                                    | 19.3                                                    | 18.8                                                    | 14.9                                                    | 9.9                                                     | 3.8                                                     | -1.2                                                    | 8.4                                                     |
| Temp. mín. media (°C)                                   | -6.8                                                    | -5.8                                                    | -1.6                                                    | 3.7                                                     | 7.5                                                     | 10.9                                                    | 13.9                                                    | 13.6                                                    | 9.8                                                     | 5.2                                                     | -0.1                                                    | -4.6                                                    | 3.8                                                     |
| Temp. mín. abs. (°C)                                    | -21.0                                                   | -20.0                                                   | -17.3                                                   | -10.4                                                   | -2.0                                                    | 3.0                                                     | 6.0                                                     | 6.0                                                     | -0.7                                                    | -5.8                                                    | -13.0                                                   | -20.5                                                   | -21.0                                                   |
| Precipitación total (mm)                                | 43.2                                                    | 53.1                                                    | 66.2                                                    | 105.7                                                   | 129.2                                                   | 126.9                                                   | 103.4                                                   | 102.8                                                   | 66.8                                                    | 78.5                                                    | 71.3                                                    | 54.8                                                    | 987.1                                                   |
| Fuente: World Meteorological Organization               |                                                         |                                                         |                                                         |                                                         |                                                         |                                                         |                                                         |                                                         |                                                         |                                                         |                                                         |                                                         |                                                         |

## Historia
Según la tradición, este lugar fue uno de los centros comerciales en la antigüedad. Su nombre vino determinado por este mismo hecho, probablemente relacionado con la palabra "precio". En el mapa del príncipe Vajushti de Kartli, el lugar está marcado como Kisturi. 
A partir de 1928, Pasanauri se convirtió en parte del raión de Dusheti. El estatus de asentamiento urbano fue concedido en 1966. 

## Demografía
La evolución demográfica de Pasanauri entre 1926 y 2014 fue la siguiente:
| 429                                             | 2084 | 1583 | 1148 |
| (Fuente: Population of Georgia in Soviet times) |      |      |      |

Según el censo de 2014, los georgianos constituían el 99,4% de la población local.

## Economía
Debido a su ubicación pintoresca y la proximidad a sitios históricos cercanos, así como por su agua mineral, rutas de senderismo, artículos artesanales y comida, Pasanauri se convirtió en un destino turístico popular en el período soviético. Sin embargo, Pasanauri se empobreció después del colapso de la URSS.  

## Infraestructura

### Transporte
Pasanauri está situada en la carretera militar de Georgia. 

## Cultura

### Cocina
Pasanauri es famosa por la cocina de montaña y el jinkali de Pasanauri.

## Galería

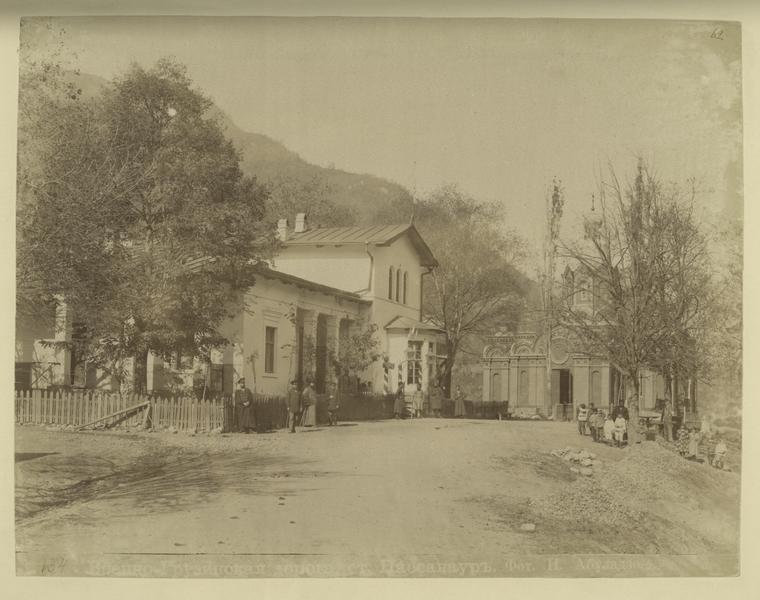
Pasanauri en los años 1870
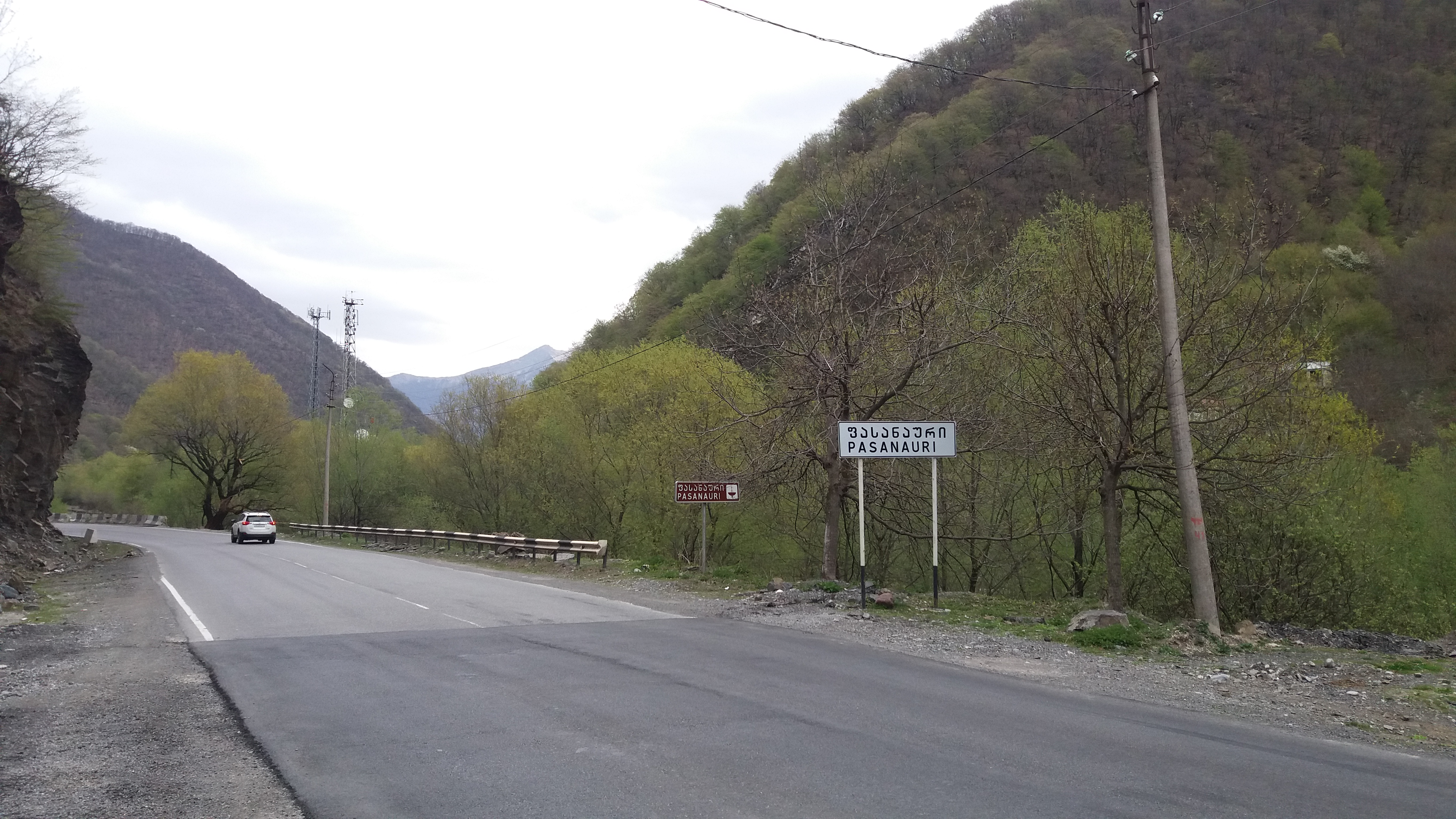
Entrada a Pasanauri
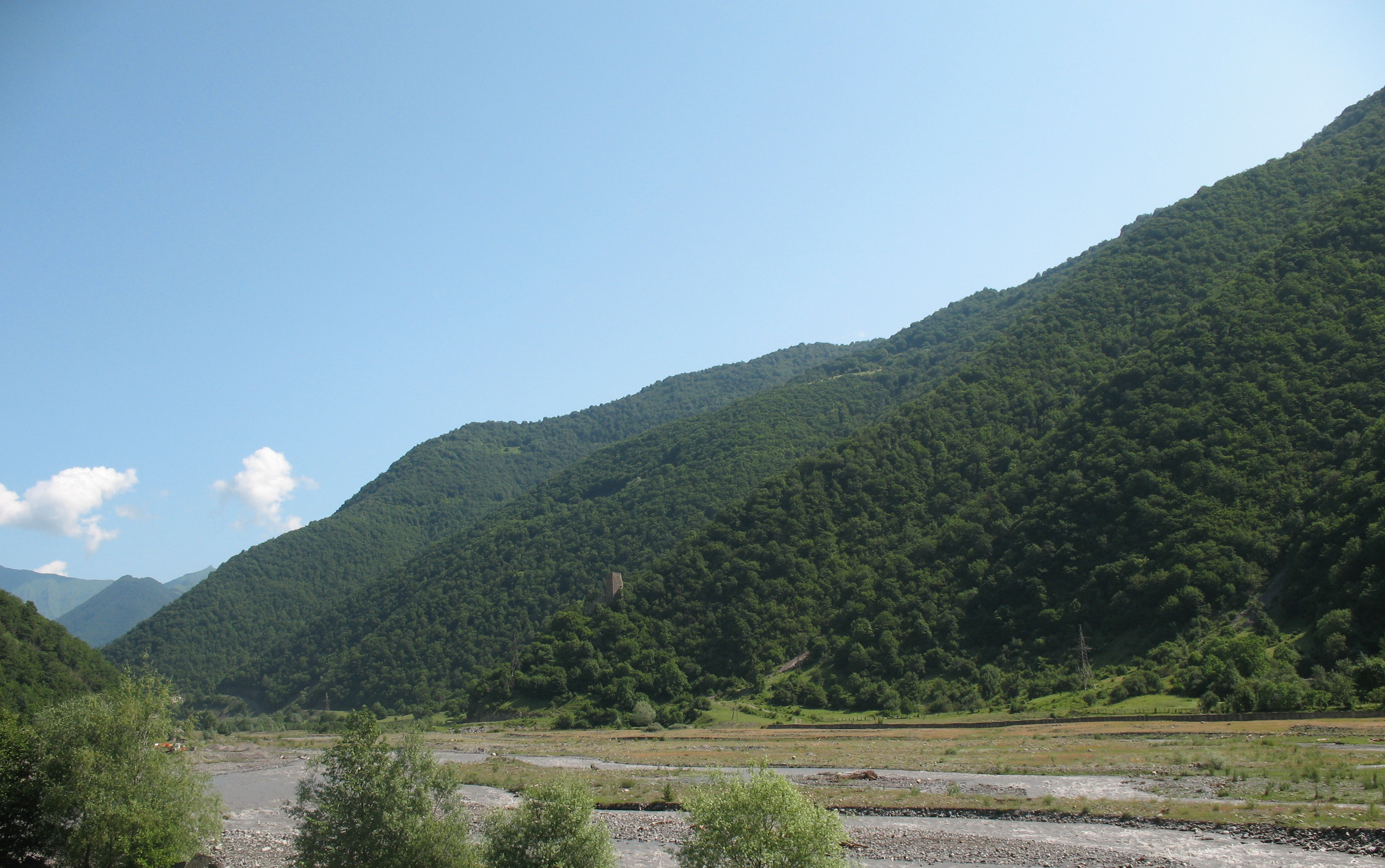
Río Aragvi alrededor de Pasanauri